# Laércio Wilson Barbalho
Laércio Wilson Barbalho (1918 – Belém, 8 aprile 2004) è stato un politico e uomo d'affari brasiliano, padre del politico Jader Barbalho e nonno di Helder Barbalho.

## Biografia
È stato rappresentante di Stato per il Partito socialdemocratico (PSD), terminando l'incarico nel 1964. Nel 1982 ha fondato il giornale Diário do Pará.
Nel 2001, con le dimissioni di suo figlio, ha rifiutato di prendere il suo seggio al Senato, che è stato poi occupato da Fernando Ribeiro de Castro, aiutante e vice di Jader.